# Orbiter Processing Facility
L'Orbiter Processing Facility ( OPF ) sono degli hangar in cui gli Space Shuttle Orbiter venivano sottoposti a manutenzione al termine di una missione. Si trovano a ovest del Vehicle Assembly Building, dove l'orbiter veniva accoppiato con il suo serbatoio esterno e Solid Rocket Booster prima del trasporto alla rampa di lancio. OPF-1 e OPF-2 sono collegati con una baia bassa tra di loro, mentre OPF-3 è dall'altra parte della strada.
OPF-3 era precedentemente chiamato Orbiter Maintenance & Refurbishment Facility (OMRF), ma non fu mai aggiornato a un OPF pienamente funzionante.

## Utilizzo e caratteristiche

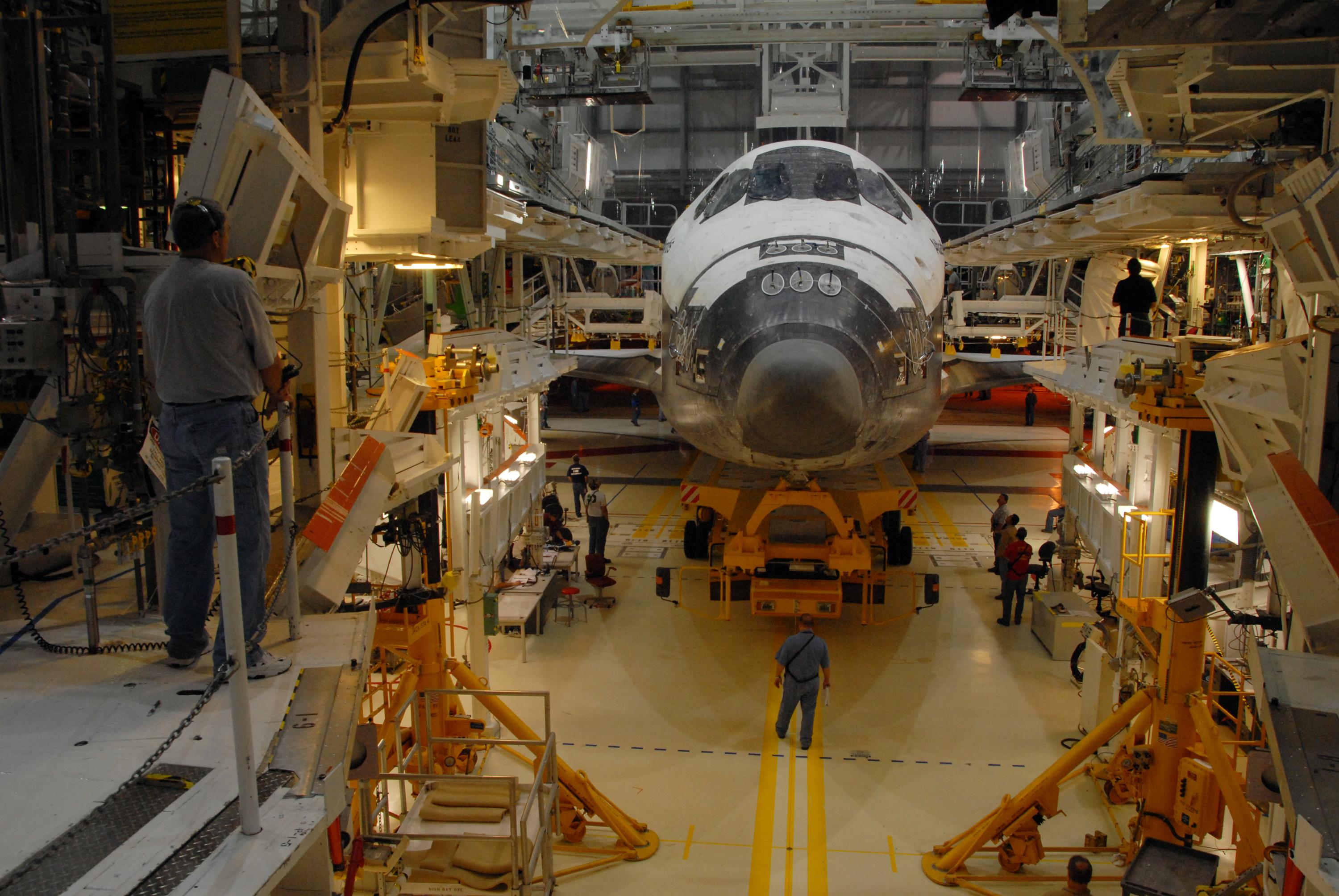
LAltlantis all'interno dell'Orbiter Processing Facility

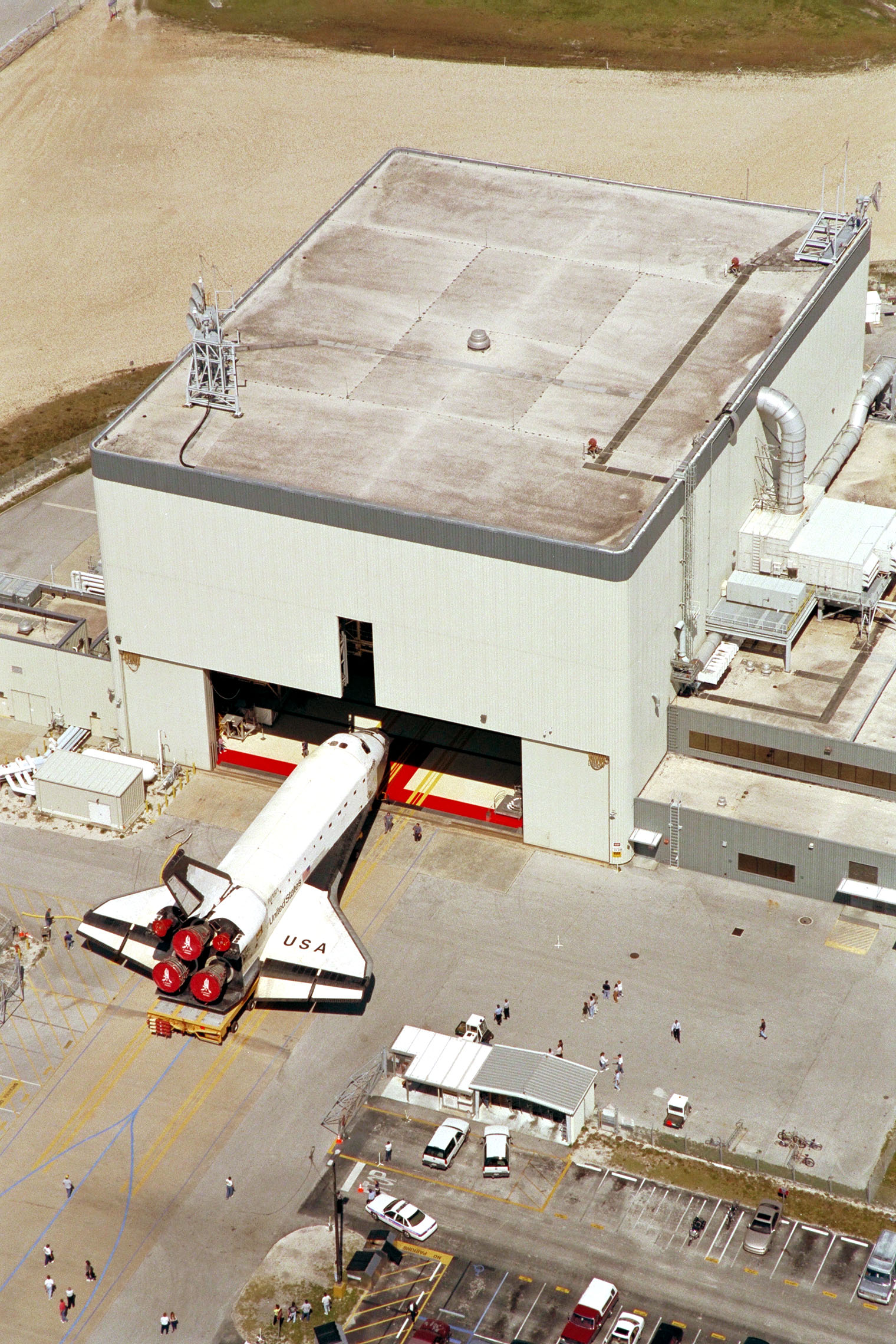
Il Columbia all'ingresso dellOrbiter Processing Facility

Quando una missione dello Shuttle veniva completata, l'orbiter veniva rimorchiato dallo Shuttle Landing Facility all'OPF assegnato dove trascorreva diversi mesi (in genere meno di 100 giorni) per essere preparato alla missione successiva. Eventuali carichi utili rimanenti dalla missione precedente venivano rimossi e il veicolo veniva completamente ispezionato, testato e rinnovato. 
- I motori principali dell'orbiter venivano spurgati per rimuovere l'umidità che era un sottoprodotto della combustione dell'ossigeno liquido e dell'idrogeno liquido.
- Le porte della baia di carico venivano aperte e tutti i carichi pericolosi venivano elaborati per sicurezza
- I serbatoi delle celle a combustibile venivano drenati dei reagenti criogenici rimanenti. Il sistema dell'ossigeno veniva reso inerte con azoto gassoso e il sistema dell'idrogeno con elio gassoso.
- I gas ad alta pressione venivano scaricati dai sistemi di controllo ambientale e di supporto vitale.
- I rifiuti e altri prodotti di scarto, compreso il drenaggio del sistema di acqua potabile, venivano scaricati
- Gli scudi termici dei motori venivano rimossi e l'accesso a poppa veniva aperto
- I motori principali erano bloccati e le coperture installate.
- Attorno agli orbitatori a poppa venivano installate impalcature per consentire ai tecnici di accedere ai motori principali
- I motori principali venivano rimossi e trasferiti alla struttura principale di elaborazione dei motori per il checkout e la manutenzione
- Venivano completate tutte le riparazioni necessarie sul sistema di protezione termica dell'orbiter, comprese le coperte termiche e migliaia di piastrelle.
- I pod del sistema di manovra orbitale e del sistema di controllo della reazione venivano probabilmente rimossi e trasferiti alla struttura di manutenzione Hypergol per la risoluzione dei problemi, la riparazione o altri servizi.
- Qualsiasi modifica all'orbiter veniva completata nell'OPF.
- Dopo tutti i suoi voli, l'orbiter passava attraverso il "Down Mission Processing".

Prima del trasporto al Vehicle Assembly Building, diverse settimane prima del lancio programmato, l'orbiter veniva preparato per la missione successiva installando kit di volo della missione, carichi utili, fluidi consumabili e gas, ove possibile. I restanti carichi utili, carburanti e fluidi sono venivano inseriti sulla piattaforma più vicino al giorno del lancio. L'ultimo passaggio prima del rollover sul VAB era la pesatura dell'orbiter per determinarne il centro di gravità. 
OPF-1 è assegnato all'Atlantis, OPF-2 all'Endeavour e OPF-3 al Discovery.